# Рухи, Юнас
Юнас Якоб Рухи (швед. Jonas Jakob Rouhi; род. 7 января 2004[…], Ботчюрка, Стокгольм) — шведский футболист, защитник итальянского «Ювентуса».

## Клубная карьера
Футболом начал заниматься в клубе «Туллинге». Затем несколько лет выступал за «Хаммарбю», после чего присоединился к «Броммапойкарне». В её составе выступал в юношеской команде, вместе с которой в 2019 году выиграл юношеский кубок лиги и Кубок Готии. В январе 2020 года перешёл в молодёжную команду итальянского «Ювентуса». С 2023 года в составе второй команды клуба выступал в серии C. Первую игру в турнире провёл 5 ноября против «Понтедеры», появившись на поле в стартовом составе. В начале августа 2024 года подписал с «Ювентусом» первый профессиональный контракт, рассчитанный на четыре года. 26 августа в гостевом поединке с «Вероной» дебютировал в чемпионате Италии, выйдя на замену на 77-й минуте вместо Хуана Кабаля.

## Карьера в сборной
Выступал за юношеские сборные Швеции различных возрастов. В марте 2024 года был впервые вызван в молодёжную сборную. Дебютировал в её составе 22 марта в товарищеском матче с Кипром.

## Клубная статистика
| Выступление        | Выступление      | Выступление      | Лига | Лига | Кубки | Кубки | Конт. кубки | Конт. кубки | Итого | Итого |
| Клуб               | Лига             | Сезон            | Игры | Голы | Игры  | Голы  | Игры        | Голы        | Игры  | Голы  |
| ------------------ | ---------------- | ---------------- | ---- | ---- | ----- | ----- | ----------- | ----------- | ----- | ----- |
| Ювентус Некст Джен | Серия C          | 2023/24          | 28   | 2    | 0     | 0     | 0           | 0           | 28    | 2     |
| Ювентус Некст Джен | Серия C          | 2024/25          | 2    | 0    | 0     | 0     | 0           | 0           | 2     | 0     |
| Ювентус Некст Джен | Итого            | Итого            | 30   | 2    | 0     | 0     | 0           | 0           | 30    | 2     |
| Ювентус            | Серия A          | 2024/25          | 2    | 0    | 0     | 0     | 0           | 0           | 2     | 0     |
| Ювентус            | Итого            | Итого            | 2    | 0    | 0     | 0     | 0           | 0           | 2     | 0     |
| Всего за карьеру   | Всего за карьеру | Всего за карьеру | 62   | 6    | 7     | 0     | 0           | 0           | 69    | 6     |